# استیو تامسون (بازیکن فوتبال، زاده ۱۹۷۲)
استیو تامسون (انگلیسی: Steve Thompson؛ زادهٔ ۱۹۷۲) بازیکن فوتبال سابق اهل انگلستان است. وی دو بازی برای باشگاه فوتبال گیلینگام در لیگ فوتبال انجام داده است.